# Убар-Туту
Убар-Туту (шум.  m  ubara.  d  tu.tu) — восьмий додинастичний цар легендарного періоду до Великого потопу.
Засновник династії і перший з 2 відомих міфічних царів п'ятого міста-держави стародавнього Шумеру Шуруппака, розташованого на півдні давньої Месопотамії, предок Гільгамеша. Йому приписувався божественне походження.
Ім'я Убар-Туту згадується в двох джерелах. Перше джерело — Ніппурський царський список, в якому повідомляється про царя Шуруппака Убар-Туту, який правив 18 600 років. Він показаний батьком царя Зіусудра, останнього царя перед Потопом. Друге джерело — «Епос про Гільгамеша», в 9-й таблиці якого згадується цар Убар-Туту, батька царя Утнапішті (шум. «Він знайшов життя»), якого ототожнюють з Зіусудрою Ніппурського списку.